# Copris sinon
Copris sinon là một loài bọ cánh cứng trong họ Bọ hung (Scarabaeidae).